# Jacob ben Asher
Jacob ben Asher, també conegut com el Baal HaTurim, va néixer possiblement al Sacre Imperi Romanogermànic, a la ciutat de Colònia prop de l'any 1269 i possiblement va morir a Toledo, regne de Castella, prop de l'any 1343.

## Arba Turim
El Rabí Jacob ben Asher era anomenat el Baal HaTurim, per la seva obra principal sobre la llei jueva, la Halacà, el llibre del Arba Turim. L'obra es divideix en quatre seccions, cadascuna d'elles és anomenada Tur, al·ludint a les files de joies que hi havia en el pectoral del Summe Sacerdot del Temple de Jerusalem. Va ser el tercer fill del Rabí Asher ben Jehiel (conegut com el Roix), un rabí del Sacre Imperi Romanogermànic, que va emigrar al Regne de Castella.
Al costat del seu pare, qui va ser el seu principal mestre, Jacob esmenta en el Tur al seu germà gran Jehiel, al seu germà menor Judá, i al seu oncle, el Rabí Haim. Els seus germans van ser també rabins de diferents comunitats a Espanya. El Rabí Jacob va viure sumit en la pobresa durant la major part de la seva vida, es va posar malalt, i va morir a Toledo, al Regne de Castella.

## Obra
- L'Arba Turim, també anomenat el Tur, és una de les obres més importants de la història, i tracta sobre la llei jueva.

- Sefer ha-Remazim, també anomenat Kitzur Piske ha-Roix (Constantinoble, 1575), és un resum de l'obra del seu pare, el Roix, qui fou l'autor del Piske ha-Roix, un resum del Talmud. En la seva obra, el Rabí Jacob resumeix i compila les decisions legals del seu pare, el Roix.

- Rimze Baal HaTurim (Constantinoble, 1500), l'obra és un comentari de la Torà, està impresa en virtualment totes les edicions del Pentateuc. Aquest concís comentari consisteix en unes referències místiques i simbòliques que es troben en el text masorètic de la Torà, sovint fent servir la gematria i els acrònims, així com altres paraules que es troben escampades en la Torà.

- Peruix HaTorah, és un comentari sobre el Pentateuc poc conegut. El seu contingut procedeix principalment de Nachmànides, però sense comptar amb les seves interpretacions cabalístiques i filosòfiques. El Rabí Jacob esmenta a molts altres comentaristes, entre ells cal assenyalar a: Saadia Gaon, Raixi, Joseph Dara, i Abraham ben Meir ibn Ezra.